# 世にも奇妙な物語 夏の特別編 (2021年)
『世にも奇妙な物語 夏の特別編』（よにもきみょうなものがたり とくべつへん）は、2021年6月26日（土曜日）21:00 - 23:10にフジテレビ系・『土曜プレミアム枠』で放送された『世にも奇妙な物語』の特別編。

## あと15秒で死ぬ

### あらすじ
- あらすじ#世にも奇妙な物語'21夏の特別編を参照。

### 出演者
三上恵（みかみ めぐみ）
演 - 吉瀬美智子
主人公。薬剤師。
死神
演 - 梶裕貴
宝林佐奈（たからばやし さな）
演 - 山口まゆ
頼子の娘。
宝林頼子（たからばやし よりこ）
演 - 赤間麻里子
佐奈の母。恵が担当薬剤師。
鑑識
演 - 城野マサト、若林秀敏、堀内充治
警備員
演 - 最上博貴

### スタッフ
- 原作 - 榊林銘 「十五秒」（東京創元社 ミステリ・フロンティア「あと十五秒で死ぬ」所収）
- 脚本 - 荒木哉仁
- 演出 - 城宝秀則
- 編成企画 - 渡辺恒也、狩野雄太
- プロデュース - 中村亮太、関本純一

## 三途の川アウトレットパーク

### あらすじ
- あらすじ#世にも奇妙な物語'21夏の特別編を参照。

### 出演者
木村孝（きむら たかし）
演 - 加藤シゲアキ
主人公。芽生が入院する病院に出入りしている。
大原芽生（おおはら めい）
演 - 島崎遥香
孝が出入りする病院に入院している患者。
田中春
演 - 潤浩
孝が冥界で出会う少年。
サイノ
演 - 芋生悠
冥界の住人。
男
演 - 伊島空
女
演 - 野々村はなの
森野
演 - 和成
死者
演 - 比佐仁、関本巧文、峰秀一
係員
演 - 大河原恵、軍司眞人
店員
演 - 環みほ、谷手人、ジャン・裕一、原あや香
不良
演 - 藤井悠貴、佐竹勇己、虎太郎
事務員
演 - 橋沢進一
芽生の母
演 - 佐藤智美
春の母
演 - 寺田浩子
刑事
演 - 大友和彦、笠田康平
インタビュアー
演 - 山崎雄樹
パチンコ店の客
演 - もこう
パチンコ屋で働いていた孝に注意されると「なんやその目つき、こっちは客やぞ!」と言ってつかみかかった。
パチンコ店の店長
演 - 木村魚拓
アナウンス
声 - 高橋大輔
春の父
演 - 秋吉孝勇

### スタッフ
- 原作 - 寺田浩晃「三途の川アウトレットパーク」（小学館「サンデーうぇぶり」掲載）
- 脚本 - 安江渡
- 演出 - 植田泰史
- 編成企画 - 渡辺恒也、狩野雄太
- プロデュース - 中村亮太、関本純一

## デジャヴ

### あらすじ
- あらすじ#世にも奇妙な物語'21夏の特別編を参照。

### 出演者
南野ひかり（みなみの ひかり）
演 - 上白石萌歌
主人公。大学生。
南野正隆（みなみの まさたか）
演 - 鶴見辰吾
ひかりの父。脳科学者。
進藤亜紀（しんどう あき）
演 - 玄理
正隆の同僚。
南野凛子（みなみの りんこ）
演 - 亜呂奈
ひかりの母。
女子高生
演 - リコ
窓外の父娘。
スーツの男性
演 - 白仁裕介
窓外の父娘。
覆面の男
演 - 高岩成二
気象予報士
演 - 永尾亜子

### スタッフ
- 脚本：荒木哉仁
- 演出：城宝秀則
- 編成企画：渡辺恒也、狩野雄太
- プロデュース：中村亮太、関本純一

## 成る

### あらすじ
- あらすじ#世にも奇妙な物語'21夏の特別編を参照。

### 出演者
岩屋賢太郎（いわや　けんたろう）
演 - 又吉直樹（9歳時：大熊大貴、14歳時：両角怜塵）
主人公。 プロ棋士。
実況
演 - 浅野和之
岩屋とAI棋士「不惑」との対局の実況担当。
解説
演 - 工藤美桜
岩屋とAI棋士「不惑」との対局の解説担当。
岩屋律子
演 - 綾野アリス
アユミ
演 - 中崎花音
岩屋の母
演 - 比佐廉
初恋の子
演 - 中田華月
救急隊員
演 - 安田敦
読み上げ
演 - 竹俣紅

### スタッフ
- 脚本 - 相馬光
- 演出 - 植田泰史
- 編成企画 - 渡辺恒也、狩野雄太
- プロデュース - 中村亮太、関本純一